# Le Cuphead Show !
Pour les articles homonymes, voir Cuphead.
Le Cuphead Show ! (en anglais : The Cuphead Show!) est une série d'animation canado-américaine fondée sur le jeu vidéo Cuphead par Dave Wasson. Produite par Netflix et King Features Syndicate, la série dépeint les aventures de deux frères, Cuphead et Mugman, qui vivent dans un monde inspiré de l'âge d'or de l'animation américaine.
La série est diffusée depuis le 18 février 2022 en tant qu'exclusivité Netflix.

## Synopsis
La série se déroule dans un univers merveilleux et absurde, inspiré des dessins animés américains produits par Walt Disney Animation Studios et par Fleischer Studios dans les années 1930. Cet univers s'appelle « Les îles Inkwell ». Les personnages qui y vivent sont divers et variés : des objets, des animaux, de la nourriture, des créatures surnaturelles, légendaires, mythologiques et humanoïdes. Tout est possible ! C'est dans ce petit univers que chacun vit sa vie à sa façon. Certains sont innocents, d'autres terrifiants, mais une chose est sûre : parmi tous ces personnages, il y a l'impulsif Cuphead et le prudent Mugman. Ces deux frangins lassés de leur quotidien vont partir à l'aventure et à la chasse aux ennuis. Que ce soit des grenouilles boxeuses, une baronne cinglée, voire le Diable lui-même, n'importe qui, n'importe quoi peut se mettre en travers de leur route. Mais ils ne se laisseront pas faire...

## Personnages

### Personnages principaux
- Cuphead (de l'anglais cup et head, littéralement « Tête de tasse ») : tasse de couleur rouge. Personnage principal du jeu au titre éponyme, il déteste son quotidien où il ne se passe jamais rien d'excitant. Contrairement à son frère Mugman, il aime effectuer les tâches à sa manière, c'est-à-dire en fonçant sans réfléchir. Il est absurde quand il s'agit de répondre à des questions simples, et essaye de préserver son âme des griffes du Diable ;
- Mugman (de l'anglais mug et man, littéralement « Homme-mug ») : mug de couleur bleu, frère jumeau de Cuphead. Facilement influençable, il agit toujours comme une sorte de conscience pour Cuphead, beaucoup moins mature que lui. Il est paralysé par la peur lorsqu'il se fait remarquer par une grande foule et préfère reculer devant le danger. Cependant, il sait se montrer courageux, notamment lorsque le Diable tente de voler l'âme de son frère ;
- Papy Bouilloire (Elder Keetle en VO) : une bouilloire très âgée. Gardien légal de Cuphead et Mugman, sa sagesse est aussi brillante que sa moustache. Fier vétéran militaire ayant reçu plusieurs décorations, il a gagné en maladresse avec l'âge. Papy Bouilloire fait faire quotidiennement des tâches ménagères à Cuphead et Mugman, mais a cependant un peu trop confiance en eux, ce qui l'oblige à subir leurs bêtises régulières. En dépit de celles-ci, il aime beaucoup ses deux enfants adoptifs.

### Personnages secondaires amis
Des personnages amis de Cuphead et Mugman dans le jeu sont aussi présents dans le show :
- La Couenne (Porkrind en VO) : un cochon vendeur. Dans le jeu, il permet au joueur d'acheter des armes utiles ou des charmes pour l'aventure. Dans le show, il est représenté comme un vendeur d'objets plus ou moins douteux. Il préfère travailler dans le plus grand secret ; c'est pourquoi il déteste que son nom soit prononcé par ses clients. Il a beaucoup de mal à supporter Cuphead et Mugman, mais fait tout de même affaire avec eux tant que ça l'arrange ;
- Quadratus : esprit emprisonné dans un puits, censé avoir réponse à tout, ne parlant qu'avec des rimes. Dans le jeu, il permet de rappeler au joueur le nombre de fois qu'il a péri. Dans le show, il avertit Cuphead et Mugman que le Diable est très puissant, mais qu'il peut être contré par un pull-over tricoté avec de la laine invisible très rare, dont il offre la dernière pelote aux garçons. Ainsi, lorsque le Diable voudra prendre de force l'âme de Cuphead, ce dernier n'aura qu'à porter préalablement le pull-over, et le Diable recevra une décharge électrique par surprise plutôt que de récupérer l'âme. La seule condition pour que le pull fasse effet est qu'il doit être tricoté par Mugman, pour preuve d'amour fraternel ; autrement le pull n'aura aucun effet ;
- Mademoiselle Calice (Miss Chalice en VO) : un calice, amie débrouillarde de Cuphead et Mugman. Dans le jeu, Calice est un esprit fantôme coincé dans une dimension astrale, mais qui peut revenir temporairement à la vie grâce à un cookie spécial. Dans le show, il semblerait qu'elle est naturellement vivante, qu'elle est capable de se transformer en fantôme quand elle le souhaite, et qu'elle utilise son charme pour obtenir ce qu'elle veut d'autrui, mais ces pouvoirs vont mettre Cuphead et Mugman dans de beaux draps car en réalité Calice a été tuée lors dans un accident et elle a fait un pacte avec le Diable pour revenir à la vie avec ses pouvoirs de fantôme à condition qu'elle rende service au Diable en retour et quand ce dernier a repris contacte avec elle afin qu'elle trahisse Cuphead et Mugman.

### Boss et ennemis
Bien que l'histoire du show ne ressemble pas forcément à la trame du jeu, le Cuphead Show n'hésite pas à mettre en scène certains méchants iconiques du jeu, ou bien alors des gentils du jeu qui retournent leurs vestes et deviennent méchants dans le show :
- Le Diable (The Devil en VO). Contrairement au jeu où il se montre sérieux et possède un grand casino, il est représenté de manière comique et exagérée dans le show, ce qui ne l'empêche pas d'être menaçant quand il le veut. N'ayant pas de casino au début de la série et uniquement au tout dernier épisode de celle-ci, il utilise d'autres moyens pour voler des âmes, comme le carnaval vu dans l'épisode 1, composé d'attractions qui aspirent l'âme de ceux qui perdent. Quand ce n'est pas pour voler des âmes, c'est pour semer la pagaille de temps en temps en ville. Roi de l'Outremonde, obsédé par les âmes, il est son propre patron. Il est entouré de différents sbires, comme un gros diablotin violet nommé Henchman, des démons plus loufoques les uns que les autres, les Cavaliers de l'Apocalypse, ou bien de nombreuses versions miniatures de lui-même, qui travaillent sans arrêt pour lui depuis des millénaires, à faire en sorte que le mal puisse gagner du terrain dans le monde. Le Diable se met facilement en colère si ses sbires échouent ou n'exécutent pas ses ordres, ou, plus souvent, quand l'âme de Cuphead lui échappe de peu. Il possède un nombre impressionnant de puissants pouvoirs (parmi lesquels la téléportation, une parfaite maîtrise du feu et des explosions, transformations en différents animaux…) dont certains requièrent l'utilisation de sa fourche. Il aime faire la fête pour se récompenser de son travail, qui est, selon lui, de diriger les opérations ;
- La bande des tubercules (The Root Pack en VO) : un trio de légumes, le premier boss du jeu. Ce groupe est composé de trois grands légumes, dont font partie Sal Spudder la pomme de terre, Ollie Bulb l'oignon et Chauncey Chanteney la carotte. Ils n'hésitent pas à inviter tous leurs amis, des légumes géants, pour organiser des fêtes dans les potagers. Quand ils ont soif, ils puisent directement dans les légumes qui y sont plantés, ce qui a pour effet de les assécher. Si Sal est le chef du trio, Ollie a tendance à se montrer dépressif, au point de faire pleurer toutes les personnes alentours, comme un véritable oignon ;
- Ribby et Croaks : deux grenouilles qui font également partie des premiers boss du jeu. Étant dans le jeu d'origine des grenouilles boxeuses divertissant des insectes dans un paquebot flottant sur un marécage, ils ont, dans le show, soi-disant « abandonné » l'idée de se battre pour que leur mère soit fière d'eux, ce qui les oblige à animer leurs spectacles en trouvant un moyen de ne pas utiliser leurs poings, comme à travers le chant ;
- King Dé (King Dice en VO) : laquais « numéro 1 » du Diable. Dans le show, il est présentateur de sa propre émission. Les joueurs y sont toujours gagnants, mais perdent leurs âmes. Le public l'ignore car la machine à absorber les âmes est cachée derrière une « porte aux cadeaux », que les gagnants doivent franchir pour « gagner les cadeaux ». Il déçoit fortement le Diable lorsque Cuphead est la première personne à perdre l'émission à la suite d'un remue-ménage, ce qui lui fait non seulement perdre son titre de présentateur, mais aussi de numéro 1. Mais il est prêt à tout pour redevenir le favori du Diable ;
- Henchman : un gros diablotin violet. Dans le jeu, il agit comme un ennemi que le Diable utilise pour se battre contre Cuphead (il peut y en avoir 2 à l'écran en même temps). Dans le show, il est l'un des sbires du Diable les plus vus, mais aussi le plus proche du Diable en général ;
- Madame Cyclope : une cyclope géante. Dans le jeu, c'est une version masculine qui est présente en tant que mini-boss dans un niveau de plateforme, se contentant de poursuivre le joueur qui doit sauter sur des petites plateformes pour lui échapper. Dans le show, elle possède une force incroyable, et fait peur à tous ceux qui croisent son chemin ;
- Capitaine Brineybeard : un pirate capitaine de son seul équipage : lui-même ! Dans le jeu, c'est un pirate sans aucune véritable personnalité, se contentant juste d'avoir l'air d'un méchant qui fait appel de temps en temps à quelques amis animaux marins pour se battre. Dans le show, il n'aspire qu'à un seul but : traverser l'océan pour retrouver sa femme. Cuphead et Mugman, s'étant infiltré dans son navire sans le savoir, vont l'accompagner dans cette aventure ;
- Cala Maria : une sirène gigantesque. Dans le jeu, elle utilise aussi des animaux marins pour se battre, et se transforme en gorgone lorsque des anguilles lui mordent le corps. Dans le show, il s'avère qu'elle peut changer de forme quand elle le souhaite, est friande de friandises immondes, transforme en pierre les malheureux marins et les prétendants qui s'approchent de son repère.
- Baronne Von Bon Bon : une baronne solitaire qui dirige un monde alternatif et mystérieux rempli de sucreries en tous genres : Sugarland. Dans le jeu, c'est un personnage complètement fou qui préfère envoyer ses sujets au casse-pipe plutôt que de se battre de ses propres mains, et quand elle n'a plus le choix, elle n'hésite pas à utiliser son château-gâteau, Whippet Creampup, pour tenter de vaincre le joueur. Dans le show, elle est encore plus folle, ne se nourrit que de sucreries, et est atteinte d'une sorte de malédiction qui l'empêche de quitter Sugarland. Son château semble être atteint lui aussi d'une malédiction, et réserve une mauvaise surprise à ceux qui croquent dedans ;
- Ludwig : un gramophone humanoïde. Dans le jeu, c'est un personnage non jouable, qui est en conflit avec un autre personnage, Wolfgang. Un conflit qui tourne autour de leur vision propre de la musique. Il n'est pas vraiment méchant envers le joueur. Dans le show, il est représenté comme le professeur de piano de Mugman. Un professeur extraordinaire, mais qui va se révéler être hypocrite et voleur. Les ennuis vont finir par le rattraper et lui tomber sur la tête ;
- Werner Werman : un rat soldat allemand, bricoleur d'engins mécaniques. Dans le jeu, il utilise une boîte de conserve à roulettes pour se battre, avant d'être mangé par un chat. Dans le show, c'est un personnage assez énigmatique qui profite de la chaleur du domicile de Cuphead et Mugman pour construire ses machines, vivre son train de vie, et mettre la pagaille au passage avec des bâtons de dynamite et autres subterfuges.
- Sally Stageplay : Une actrice renommée et la directrice du Théâtre Inkwell. Un des derniers boss présents sur la dernière île, elle a le droit à son propre épisode dans la série. Elle dirige les auditions pour choisir les acteurs de la prochaine pièce de théâtre, sont Cuphead, Mugman et le Diable veulent tous les trois un rôle.

Quelques autres références aux boss sont présentes :
- générique introductif : quelques boss font une brève apparition : Capitaine Brigneybeard, Cala Maria et Grim Matchstick ;
- épisode 6 : référence au Phantom Express et à sa phase de boss nommée Blind Specter, lorsque les fantômes pourchassent Cuphead et Mugman dans le cimetière ;
- épisode 9 : référence à la dernière phase du boss Beppi Le Clown. Lorsque Cuphead montre à Mugman une annonce présentant un nouveau manège en ville, supposé effrayant au point de déshabiller ceux qui y montent dedans, une face avec des yeux et une bouche grande ouverte sont visibles, reprenant l'expression de Beppi durant le combat dans le jeu original. Le véritable manège en ville ne possède aucun visage, mais conserve la palette de couleurs ainsi que la forme de Beppi ;
- épisode 10 : le dragon Grim Matchstick apparaît à la fin de l'épisode pour récupérer son bébé des mains de la Couenne, que Cuphead et Mugman avaient récupéré au sommet d'un volcan à la suite d'un malentendu et qui était encore sous forme d'œuf à ce moment-là ;
- épisode 12 : un distributeur de bonbons rappelle l'un des sbires de la Baronne Von Bon Bon dans le jeu ;
- épisodes 12, 14, 23 : Des abeilles, faisant office de police municipale, travaillent pour la reine des abeilles Rumor Honeybottoms (qui n'est pas présente physiquement) ;
- épisode 14 : Hilda Berg, une femme-zeppelin, un des premiers boss du jeu, fait une très petite apparition pour saluer Cuphead, Mugman, et Chalice, qui s'étaient lancés dans un court voyage en voiture ;

### Personnages créés pour le show
En plus des boss du jeu, le show met en scène des personnages qui n'étaient pas présents dans le jeu de base :
- Baby Bottle : bébé biberon insupportable. Il possède d'étranges pouvoirs pour un bébé, et surtout une folie pure. Bien que ses parents soient inconnus, Cuphead et Mugman l'ont trouvé devant leur maison. Baby Bottle ne va pas y aller de main morte avec eux ;
- Bowlboy : un bol qui fit une brève apparition de quelques secondes dans la saison 1, ce qui le ramenait à un personnage facilement oubliable. Il finit par être développé à partir de l'épisode 16, étant représenté comme quelqu'un de fou, voulant ressembler à Cuphead, et qui réussit à être encore plus inconscient que lui sur certains points ;
- Dumaniac : le vérificateur des comptes du Diable. Son but est de s'assurer que toute nouvelle âme capturée est enregistrée. Il rappelle fréquemment au Diable que l'âme de Cuphead n'est pas dans le système de suivi qui recense les âmes. Il est très insistant et pot-de-colle, si bien que le Diable décide de détruire son fameux système de suivi, obligeant Dumaniac à recompter toutes les âmes, une à une. Ce qui ne l'empêchera pas, par la suite, de revenir dans la série et d'annoncer au Diable une très mauvaise nouvelle pour lui ;
- Jerry: Portant beaucoup de vêtements, seuls ses yeux et son nez rouge sont visibles. Il est un client régulier de la Couenne, la seule personne qui peut lui fournir ce dont il a besoin au marché noir.
- Ice Cream Man : un marchand de glaces gentil mais forceur sans le vouloir, et qui est toujours visible dans son camion de glaces, dont la mélodie perturbe la concentration de ceux qui l'écoutent.

## Distribution

### Voix originales
- Tru Valentino : Cuphead
- Frank Todaro : Mugman
- Grey Griffin : Ms. Chalice
- Joe Hanna : Papy Bouilloire / Sal Spudder
- Cosmo Segurson : Porkrind / Chauncey Chantenay
- Jim Conroy : Ollie Bulb / Jasper / Biff
- Keith Ferguson : Bowlboy
- Chris Wylde : Ribby
- Rick Zieff : Croaks
- Cristina Milizia : Baby Bottle
- Candi Milo : Cherry / Brandywine Heirloom
- Gary Anthony Williams : Quadratus
- Wayne Brady : King Dé
- Luke Millington-Drake : le Diable
- Dave Wasson : Henchman / Téléphone
- Andrew Morgado : Dumaniac

### Voix françaises
- Alexis Tomassian : Cuphead
- Christophe Lemoine : Mugman
- Dorothée Pousséo : Mademoiselle Calice / Brandy
- Patrick Préjean : Papy Bouilloire
- Jérémy Prévost : le Diable (dialogues) / Ollie
- Serge Faliu : le Diable (chants)
- Philippe Peythieu : La Couenne / Werner Werman / le facteur / le téléphone
- Jérôme Pauwels : King Dé / Chauncey
- Boris Rehlinger : Croaks / Sal Spudder
- Thierry Desroses : Ribby / l'aubergine
- Jean-Claude Donda : Henchman
- Alain Dorval : capitaine Brineybeard
- Emmanuel Curtil : le marchand de glace / le troisième cavalier de la Mort
- Michel Elias : Ludwig
- Brigitte Lecordier : Bowlboy
- Véronique Augereau : Baronne Von Bon Bon / Sally Stageplay
- Michel Vigné : le petit fantôme
- Barbara Beretta : la femme fantôme (chants)
- Céline Monsarrat : Cala Maria (dialogues) / la mère de Sammy Sandwich
- Marc Perez : Dumaniac / Elfe Dumaniac
- Évelyne Grandjean : la directrice de l'orphelinat
- Benoît Allemane : le Père Noël
- Donald Reignoux : Sammy Sandwich / un diablotin
- William Coryn, Gauthier Battoue, Agnès Detrez : voix additionnelles
- Ann-Shirley Ngoussa : chanteuse du générique d'ouverture

- Version française
  - Studio de doublage : Deluxe Media Paris
  - Direction artistique : Donald Reignoux
  - Adaptation : David Ecosse
  - Direction musicale : Patrick Taïeb
  - Enregistrement : Loïc Vincent
  - Mixage : Carel Koekemoer
  - Gestion de projet : Marion Sperl

## Épisodes

### Première saison (2022)
Tous les épisodes de la première saison ont été diffusés le 18 février 2022 sur Netflix.
1. La Kermesse du diable (Carn-Evil)
2. Biberon (Baby Bottle)
3. Ribby et Croaks (Ribby and Croaks)
4. Attention, fragile (Handle with Care)
5. Lancez les dés (Roll the Dice)
6. Les Fantômes n'existent pas (Ghosts Ain't Real)
7. La Bande des tubercules (Root Packed)
8. Jamais sans mon pull (Sweater Off Dead)
9. Peut mieux faire, pull-over (Sweater Luck Next Time)
10. Mugman le terrible (Dangerous Mugman)
11. Six pieds sous terre (Dirt Nap)
12. Sous le charme (In Charm's Way)

### Deuxième saison (2022)
De nouveaux épisodes ont été rajoutés et sont disponibles depuis le 19 août 2022.
1. Évasion (Jail-Broken)
2. Charmés et dangereux (Charmed and Dangerous)
3. Aventure en haute mer (A High Seas Adventure !)
4. Un autre frère (Another Brother)
5. Irrésistibles bonbons (Sweet Temptation)
6. Le marchand de glaces (The I Scream Man)
7. La leçon de piano (Piano Lesson)
8. Libérez les démons ! (Release the Demons !)
9. Esprit, es-tu là ? (Dead Broke)
10. Fait comme un rat (Rats all Folks !)
11. Ouistiti ! (Say Cheese !)
12. Perdus dans les bois (Lost in the Woods)
13. La fourche du diable (The Devil's Pitchfork)

### Troisième saison (2022)
La troisième saison est sortie le 18 novembre 2022 sur Netflix.
1. Le repaire du diable (The Devil's Revenge !)
2. N'ouvre pas la porte (Don't Answer The Door)
3. Qui va voler la vedette? (Cupstaged)
4. Victime de la route (Roadkill)
5. L'arbre de Noël (Holiday Tree-dition)
6. Un Noël de tous les diables (A Very Devil Christmas)
7. Livraison spéciale (Special Delivery)
8. Les dés sont pipés (Down & Out)
9. La virée (Joyride)
10. Danse endiablée (Dance With Danger)
11. Le diable et mademoiselle Calice (The Devil & Ms. Chalice)

## Développement
En juillet 2019, il a été annoncé que Netflix avait donné son accord pour une série d’au moins dix épisodes. La série sera animée ; il ne sera pas fait aussi méticuleusement que le jeu vidéo en utilisant des méthodes traditionnelles de stylo et de papier, car cela prendrait beaucoup trop de temps à compléter, mais mettra plutôt en vedette des personnages et des mouvements dessinés à la main. Chad et Jared Moldenhauer, les créateurs du jeu, sont les producteurs exécutifs avec CJ Kettler de King Features Syndicate. Dave Wasson et Cosmo Segurson sont les coproducteurs exécutifs, tandis que Clay Morrow et Adam Paloian superviseront les réalisateurs.

## Particularités de laVF

### Clins d'œil
- Saison 1 Épisode 1 : Lorsque Mugman regarde en souriant les personnages dépourvus d'âmes dans le parc d'attraction, à un moment il y en a 3, celui du milieu fait partie de l'univers de Betty Boop. (Il la sauve notamment dans un épisode avec une maison animée)
- Saison 1 Épisode 4 : lorsque La Couenne allume son poste de radio, la voix dit « Ici Roger Carel… » , en référence au célèbre comédien de doublage ;
- Saison 1 Épisode 8 : une référence à la version française de South Park est présente. La fameuse réplique « Je vous emmerde, je rentre à ma maison ! », prononcée par Eric Cartman (Christophe Lemoine) a été reprise ici par Cuphead (Alexis Tomassian) avec la même intonation exagérée, pour se vanter de son invincibilité envers le Diable grâce à son pull-over invisible, mais sans la présence du « je vous emmerde » pour des raisons évidentes. Un diablotin, doublé par Donald Reignoux s'écrie : « je sais c'qu'on va faire aujourd'hui » pendant la fête, en référence à la phrase fétiche de Phinéas (aussi doublé par Donald Reignoux) dans Phinéas et Ferb.

### Incohérences
- Saison 1 Épisode 3 : le prénom des deux grenouilles a été interchangé en VF : Ribby s'appelle Croaks tandis que Croaks s'appelle Ribby ;
- Saison 1 Épisode 11 : toujours en VF, quand Cuphead et Mugman enterrent leur ver de terre domestique, Mugman demande à son frère de prononcer quelques mots. Cuphead se contente de dire des mots au hasard dont « boîte mail ». Il s'agit d'une mauvaise traduction de mailbox, signifiant « boîte aux lettres ». L'action de la série reprenant les années 1930, les « boîtes mail » (courriel) n'y ont pas encore été inventées.